# Patrik Degerstedt
Karl Patrik Degerstedt, född 22 maj 1970 i Filipstads församling i Värmlands län, är en före detta ishockeyspelare som var aktiv som senior mellan 1988 och 2007. Under karriären spelade han för Färjestad och Malmö i elitserien. Dessutom spelade han några säsonger i DEL och Japan Ice Hockey League (JIHL). Försäsongen 2001 spelade han med den dåvarande RSL klubben SKA Sankt Petersburg, men av finansiella skäl valde klubben att inte kontraktera honom för säsongen. När han lämnade klubben, ledde Degerstedt den interna skytteligan för försäsongen. Större delen av karriären spelade han dock i Division I för ett flertal klubbar. Efter spelarkarriären har han varit tränare i Vita Hästens ungdomsverksamhet.